# Väster-Stenbittjärnen
Väster-Stenbittjärnen är en sjö i Sollefteå kommun i Ångermanland och ingår i Indalsälvens huvudavrinningsområde.